# 가시발새우상과
가시발새우상과(Nephropoidea)는 십각목 가재하목에 속하는 갑각류 상과의 하나이다. 가시발새우과의 바닷가재와 멸종한 3개의 화석 과(Chilenophoberidae, Protastacidae, Stenochiridae)로 이루어져 있다. 암초가재와 가장 밀접한 관계에 있다.

## 분류
- 가시발새우과 (Nephropidae) Dana, 1852 - 바닷가재
- † Chilenophoberidae Tshudy & Babcock, 1997
- † Protastacidae Albrecht, 1983
- † Stenochiridae Beurlen, 1928